# Лихтенщайнов бубал
Лихтенщайновият бубал (Alcelaphus lichtensteinii) е вид бозайник от семейство Кухороги (Bovidae).

## Разпространение и местообитание
Разпространен е в Ангола, Замбия, Зимбабве, Демократична република Конго, Малави, Мозамбик, Танзания и Южна Африка.